# Gli sciacalli dell'anno 2000
Gli sciacalli dell'anno 2000 (Ravagers) è un film statunitense del 1979 diretto da Richard Compton.
È un film di fantascienza postapocalittico (è ambientato nel 1991 dopo un olocausto nucleare) con Richard Harris, Ernest Borgnine e Ann Turkel. È basato sul romanzo Path to Savagery di Robert Edmond Alter.

## Produzione
Il film, diretto da Richard Compton su una sceneggiatura di Donald S. Sanford con il soggetto di Robert Edmond Alter (autore del romanzo), fu prodotto da John W. Hyde per la Cinecorp Production e girato a Mobile e nello U.S. Space & Rocket Center di Huntsville in Alabama.

## Distribuzione
Il film fu distribuito negli Stati Uniti nel maggio del 1979 al cinema dalla Columbia Pictures.
Alcune delle uscite internazionali sono state:
- in Portogallo il 17 gennaio 1980 (Os Saqueadores)
- in Svezia il 18 agosto 1980
- in Finlandia nel 1989 (in anteprima)
- in Spagna (El planeta de los buitres)
- in Norvegia (Krig uten nåde)
- in Grecia (To ximeroma tis megalis sfagis)
- in Germania Ovest (Zum Überleben verdammt)
- in Italia (Gli sciacalli dell'anno 2000)

## Promozione
La tagline è: "1991: Civilization Is Dead. Violence, hunger and horror are rampant... There is no law! All that are left are bands of Ravagers.".

## Critica
Secondo il Morandini il film risulta "iettatorio e falsamente profetico" e "convenzionale ed effettistico".